# Нов Рим
Нов Рим (срещано в синонимна употреба понякога и като Втори Рим) е наименованието на основания от император Константин I Велики голям и помпозен град, на мястото на античния Византион, за нова столица на Римската империя. Градът в чест на основателя му е наречен Константинопол.
Първата поява в исторически документ на наименованието Новия Рим за Константинопол е от 381 година. Употребата на това название на града е в контекста на спор за мястото в йерархията на Константинополската църква по отношение на по-старите от нея Александрийска и Антиохийска църкви. Употребата на наименованието на Константинопол като Новия или Втория Рим е извън официалните прокламации на гражданската власт, в контраст с използването на названието от християнската църква.
Употребата на наименованието Новия Рим цели да подчертае изрично връзката и приемствеността на новия имперски граждански, църковен и културен център със „Стария Рим“. В този смисъл, особено настойчиво последователна в догматичните спорове е Гръцката православна църква (виж фанариоти) с цел да си извоюва първенстваща роля по отношение на останалите източни автокефални православни църкви, наблягайки и подчертавайки на правата си, които според нея идват неопосредствено от пионера и пръв архиепископ, въвел християнството във „Вечния град“ – свети Петър.

## Друг контекст
С течение на времето понятието Нов Рим в исторически контекст се сдобива и с друг смисъл:
- като наименование за столицата на френската монархия Париж, използвано във времето от управлението на Филип IV (1268 – 1314) до средата на 19 век;
- като пейоративно наименование и обозначаване по време на протестантската реформация на народи или градове, които се ползват според протестантските автори с репутация на алчни и безнравствени по библейските канони (в контекста на антикатолическата пропаганда) (виж Контрареформация);
- в ново време понятието се използва често пропагандно в политически контекст за означение на „политическата аморалност“ на някоя от великите сили.